# Daruvarski Vinogradi
Daruvarski Vinogradi falu Horvátországban Belovár-Bilogora megyében. Közigazgatásilag Daruvárhoz tartozik.

## Fekvése
Belovártól légvonalban 45, közúton 54 km-re délkeletre, Daruvár központjától 2 km-re északkeletre, Nyugat-Szlavóniában, a Papuk-hegység nyugati nyúlványán, a Toplica-patak völgye feletti magaslaton fekszik.

## Története
Területe már a kőkorszakban is lakott volt, azt bizonyítja az itt talált kőszekerce töredék. A középkorban itt állt Kajtazovac vára, melynek romjait az első katonai felmérés térképe még ábrázolja, de mára csak a vár sáncának nyugati meredek oldala és a dombtetőn néhány kő és téglatörmelék maradt belőle. A többit elpusztította a folyamatos mezőgazdasági művelés.
A mai település csak a 19. század végén keletkezett Daruvár részeként és csak 1991 óta számít önálló településnek. Lakosságát 1921-ben számlálták meg önállóan először, akkor 192-en lakták. Az első világháború után 1918-ban az új szerb-horvát-szlovén állam, majd később (1929-ben) Jugoszlávia része lett. 1941 és 1945 között a németbarát Független Horvát Államhoz, háború után a település a szocialista Jugoszláviához tartozott. A település 1991-től a független Horvátország része. 1991-ben lakosságának 53%-a horvát, 20%-a szerb, 12%-a jugoszláv, 8%-a cseh nemzetiségű volt. 2011-ben a településnek 164 lakosa volt.

## Lakossága
| Lakosság változása | Lakosság változása | Lakosság változása | Lakosság változása | Lakosság változása | Lakosság változása | Lakosság változása | Lakosság változása | Lakosság változása | Lakosság változása | Lakosság változása | Lakosság változása | Lakosság változása | Lakosság változása | Lakosság változása | Lakosság változása |
| ------------------ | ------------------ | ------------------ | ------------------ | ------------------ | ------------------ | ------------------ | ------------------ | ------------------ | ------------------ | ------------------ | ------------------ | ------------------ | ------------------ | ------------------ | ------------------ |
| 1857               | 1869               | 1880               | 1890               | 1900               | 1910               | 1921               | 1931               | 1948               | 1953               | 1961               | 1971               | 1981               | 1991               | 2001               | 2011               |
| 0                  | 0                  | 0                  | 0                  | 0                  | 0                  | 192                | 213                | 281                | 250                | 290                | 367                | 468                | 514                | 166                | 164                |

(1857 és 1910 között lakosságát Daruvárhoz számították.)

## Nevezetességei
A Toplica keleti oldalán a Kolaček-malom közelében állt egykor Kajtazovac vára. A várnak mára alig maradt látható nyoma, csak a vár sáncának nyugati meredek oldala és a dombtetőn néhány kő és téglatörmelék maradt belőle. A többit elpusztította a folyamatos mezőgazdasági művelés. A malomcsatornában még fellelhető néhány nagyobb kőfaragvány, melyek egykor valószínűleg szintén a várhoz tartoztak.